# Station Westervoort
Station Westervoort is een spoorwegstation in de Gelderse plaats Westervoort aan de Rhijnspoorweg.

## Geschiedenis

### Eerste en tweede station
Het eerste station van Westervoort werd op 15 februari 1856 geopend, tegelijkertijd met de oplevering van de spoorlijn Arnhem - Zevenaar grens. Dit station lag tussen de stations Arnhem Velperpoort en Duiven in. Over de IJssel lag een lage draaibrug die in 1901 werd vervangen door een hoge vaste brug. De spoorlijn kwam daardoor op een talud te liggen en er moest een nieuw stationsgebouw komen. 
Dit nieuwe station, aan de noordzijde van het talud, werd gesloten op 4 oktober 1936. Het gebouw deed daarna nog dienst als klaslokaal en woning en werd in 1965 gesloopt. Veel elementen van het oude emplacement zijn nog zichtbaar op en langs het talud, zoals een trap en veel hekwerk. In 1898 werd vanaf het talud een werkspoor aangelegd naar een haven aan de IJssel. Aan de Zuidelijke Parallelweg staan nog twee wachterswoningen, respectievelijk bij de Liemersallee en de Dorpstraat. Ook aan de IJsseldijk staat nog een wachterswoning.

### Heropening
In opdracht van de Stadsregio Arnhem Nijmegen (SAN) is station Westervoort opnieuw aangelegd. Aanvankelijk was het de bedoeling dat het station met ingang van de dienstregeling 2007 in gebruik genomen zou worden. Uiteindelijk kwam het tot bouw in 2011. Het nieuwe station ligt iets westelijker dan het oude en werd op 11 december 2011 met ingang van de dienstregeling 2012 geopend.
De treinen die er in dat dienstregelingsjaar stopten waren eerst van vervoersmaatschappij Syntus. Sinds 10 december 2012 zijn de treinen die op dit station stoppen van Arriva en Hermes (Breng).
De bouw van het station werd grotendeels betaald door het SAN, dat € 2,77 miljoen investeerde. De gemeente Westervoort droeg € 400.000 bij.

## Verbindingen

### Treinen
De volgende treinseries stoppen in de dienstregeling 2025 te Westervoort:
| Serie       | Treinsoort         | Route                                                              | Bijzonderheden |
| ----------- | ------------------ | ------------------------------------------------------------------ | --- |
| 30700 RS 32 | Stoptrein (Hermes) | Arnhem Centraal – Westervoort – Doetinchem                         | Rijdt onder de naam brengdirect en rijdt niet in de avonduren (na 20:00 uur) en het weekend. Verzorgt samen met Arriva een kwartierdienst tussen Arnhem en Doetinchem. |
| 30900 RS 32 | Stoptrein (Arriva) | Arnhem Centraal – Westervoort – Doetinchem – Terborg – Winterswijk | Rijdt op zondag ochtend slechts 1x per uur richting Winterswijk. Vormt dan tussen Arnhem en Terborg een 30 minuten dienst met 36900. Op zondag ochtend begint de rit richting Arnhem 1x per uur in Winterswijk en 1x per uur in Terborg. Verzorgt samen met Hermes (die onder de naam brengdirect rijdt) doordeweeks tot 20:00 uur een kwartierdienst tussen Arnhem en Doetinchem. |
| 36900 RS 32 | Stoptrein (Arriva) | Arnhem Centraal – Westervoort – Doetinchem – Terborg               | Rijdt op zondagochtend 1 keer per uur richting Terborg. Vormt dan tussen Arnhem en Terborg een 30 minuten dienst met 30900. Rijdt niet op maandag tot en met zaterdag. Rijdt niet richting Arnhem. |

### Bussen
De volgende bussen van Hermes (rijdend onder de naam Breng) stoppen bij station Westervoort:
| Lijn | Route                                                                                | Soort     | Opmerkingen |
| ---- | ------------------------------------------------------------------------------------ | --------- | ----------- |
| 60   | Arnhem CS - Westervoort - Duiven - Zevenaar - Babberich - Herwen - Lobith - Tolkamer | Streekbus |             |
| 61   | Westervoort - Duiven (Nieuwgraaf - Centerpoort Noord)                                | Streekbus |             |
| 62   | Arnhem CS - Westervoort - Duiven (Station - Vergertlaan)                             | Streekbus |             |

## Afbeeldingen

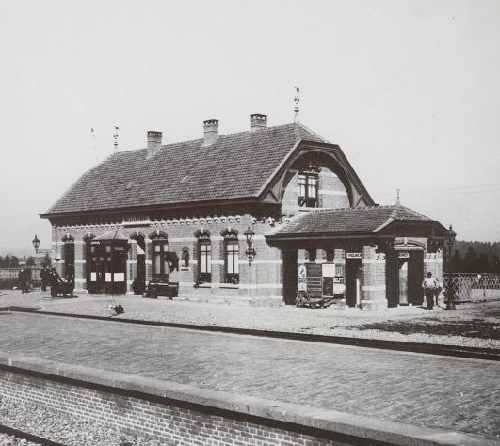
Het eerste station van Westervoort in 1920
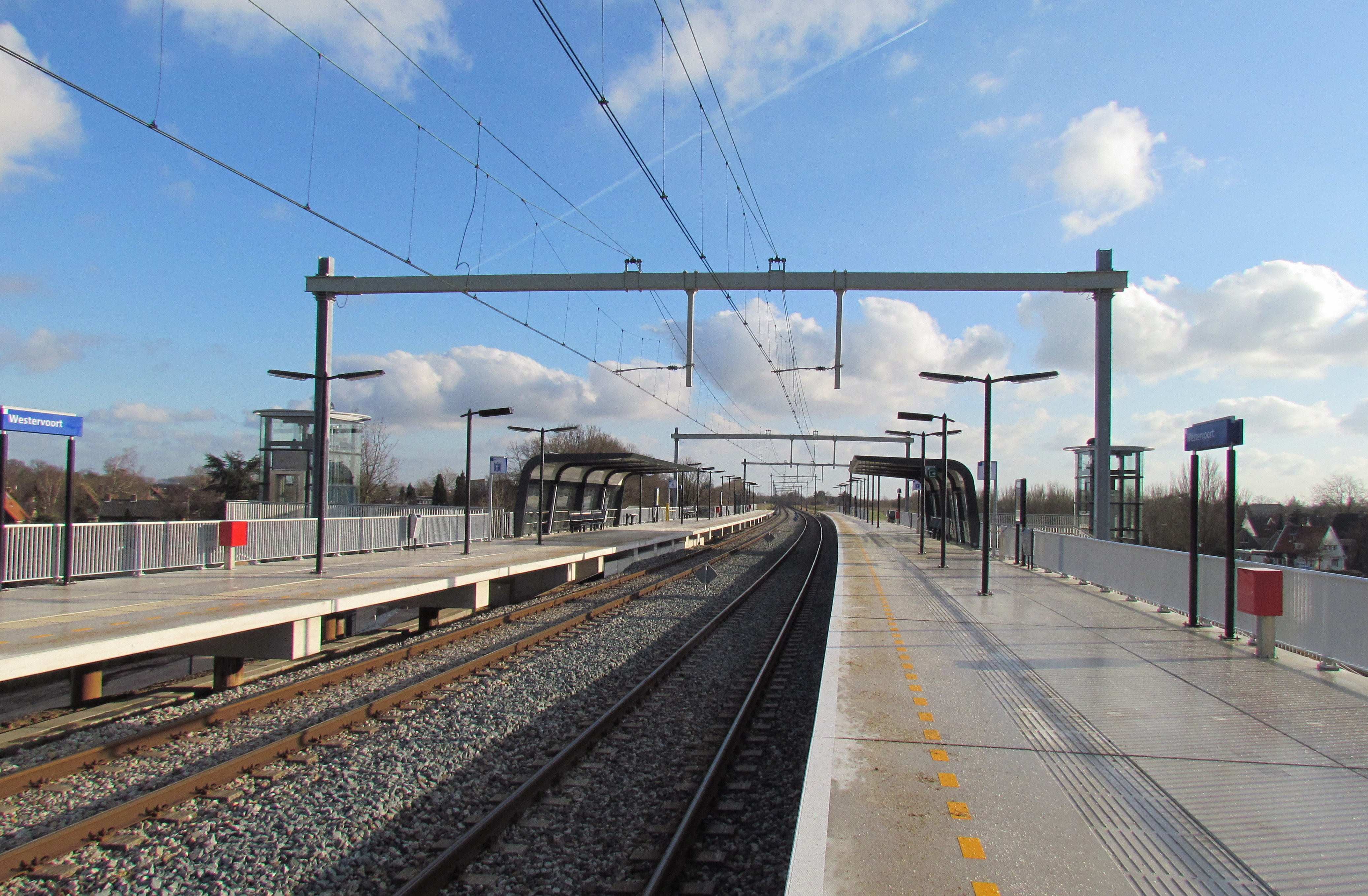
Perrons
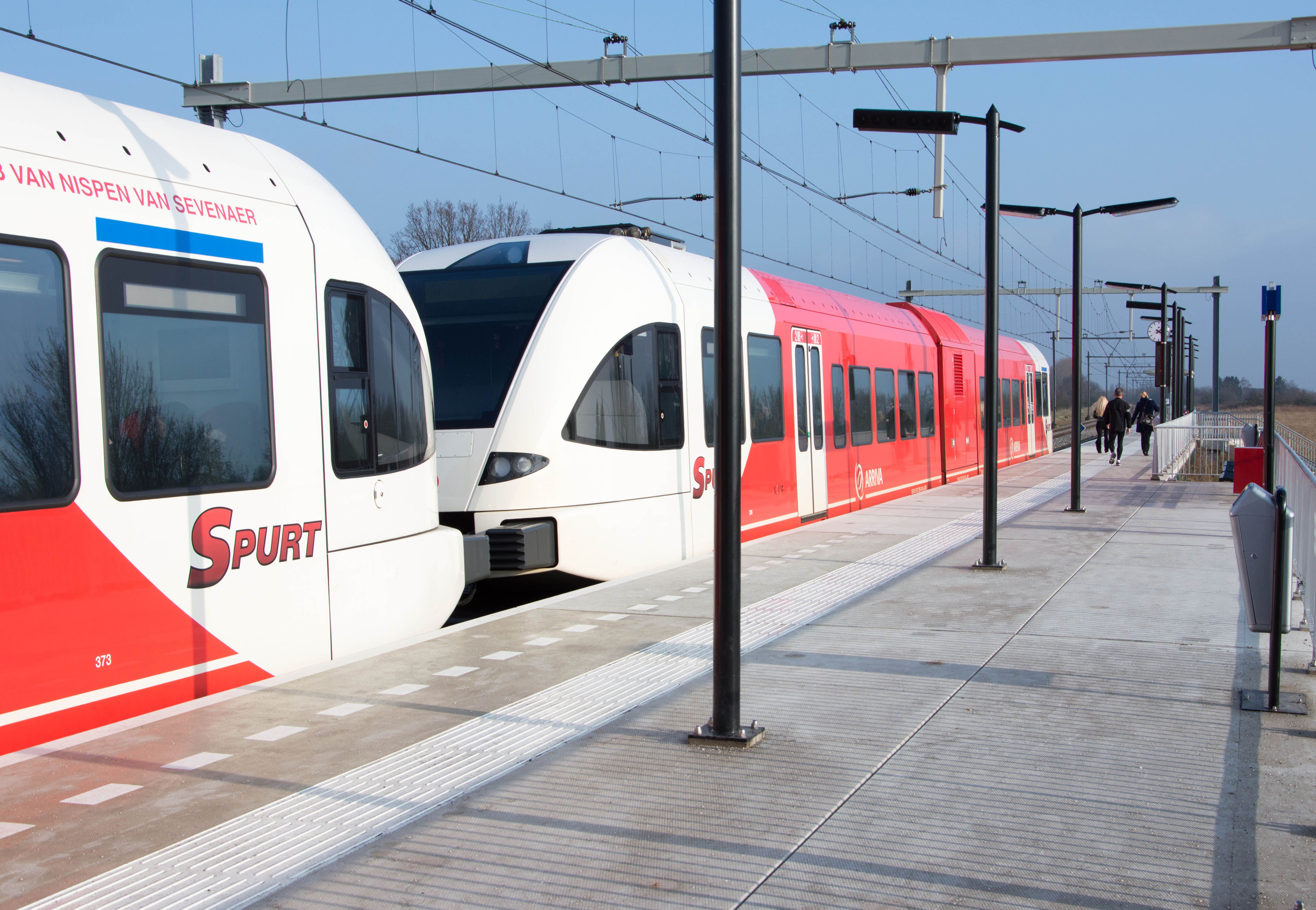
Arriva GTW op het station
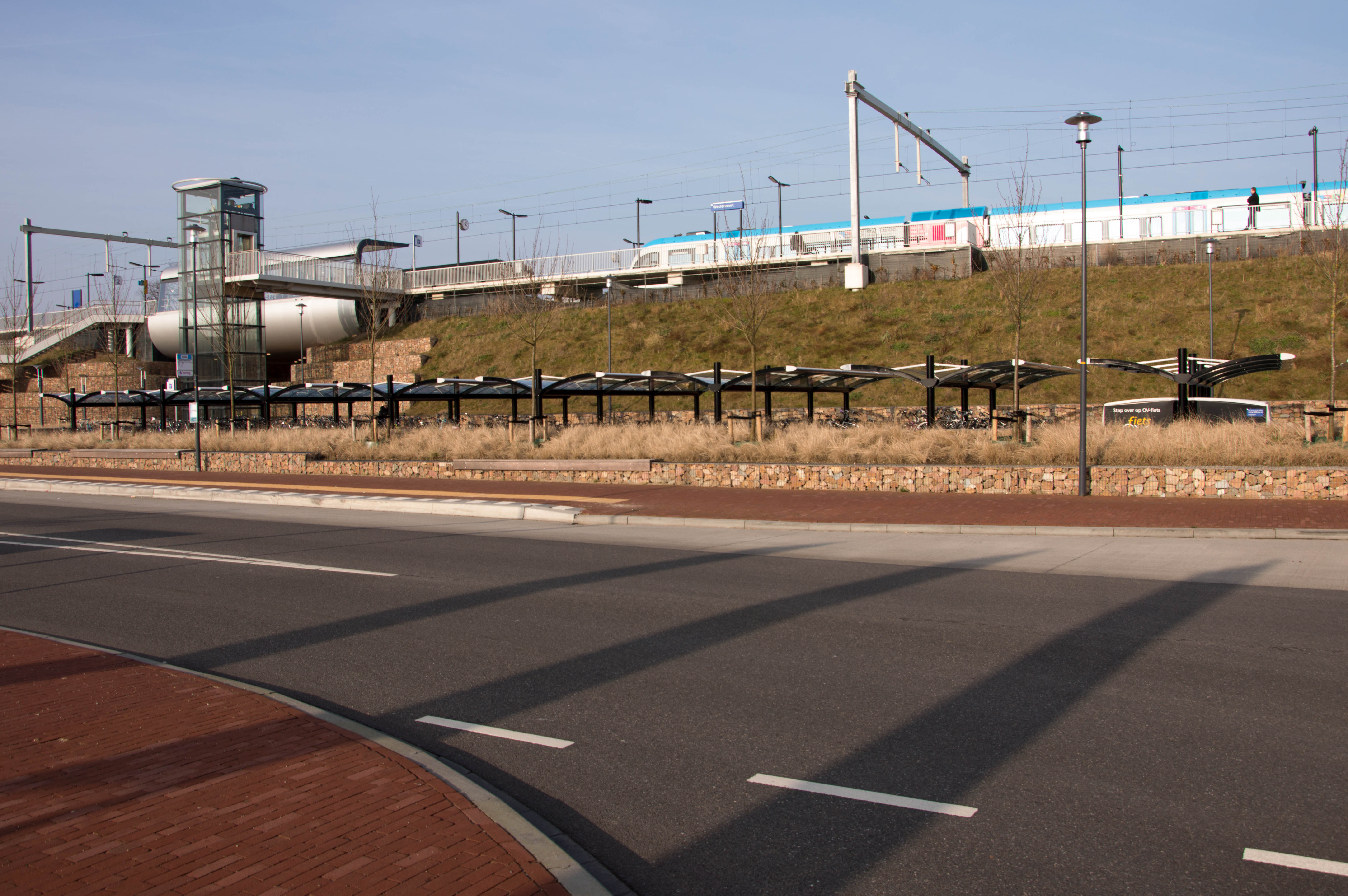
Station in 2013
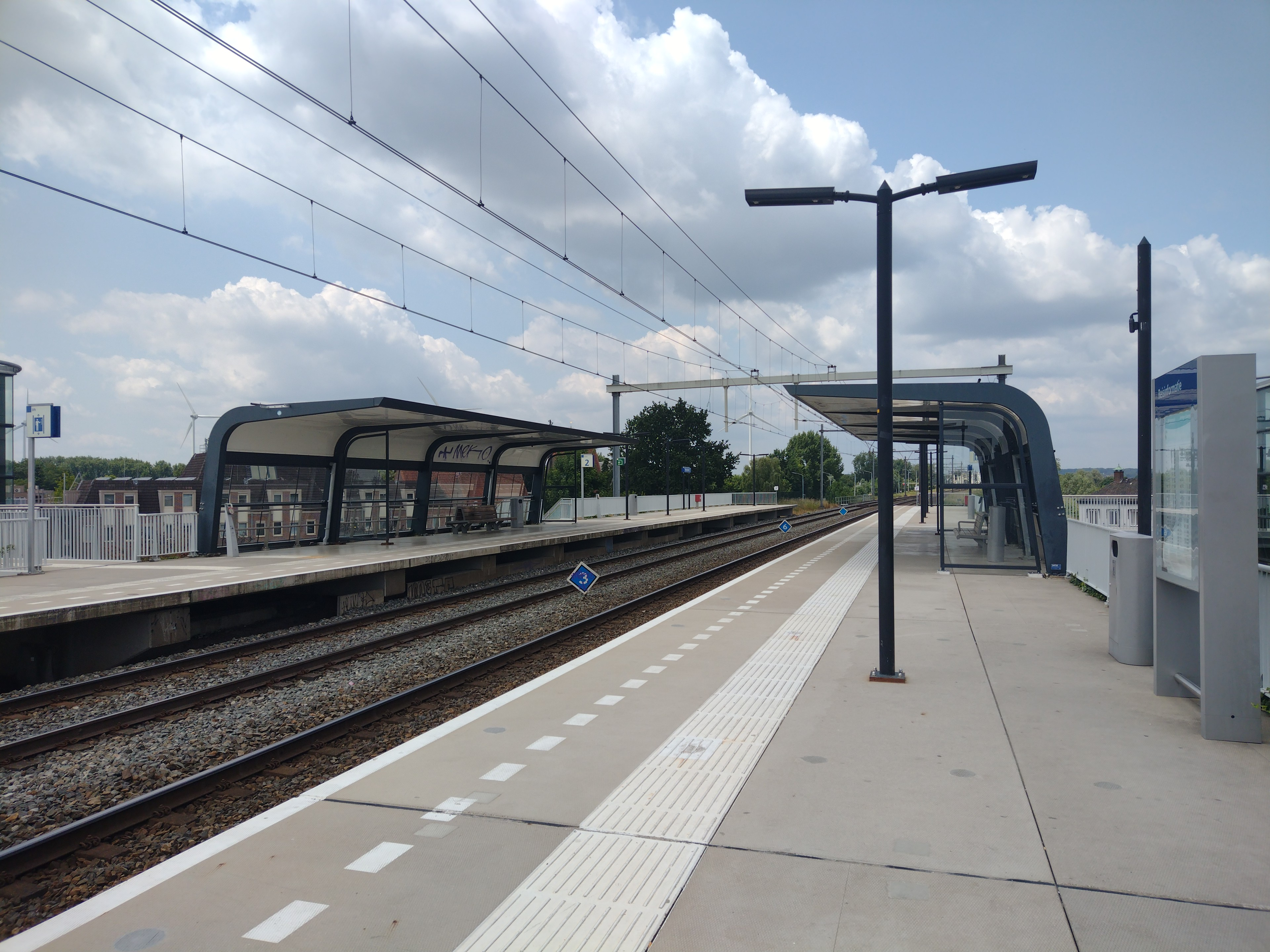
De perrons
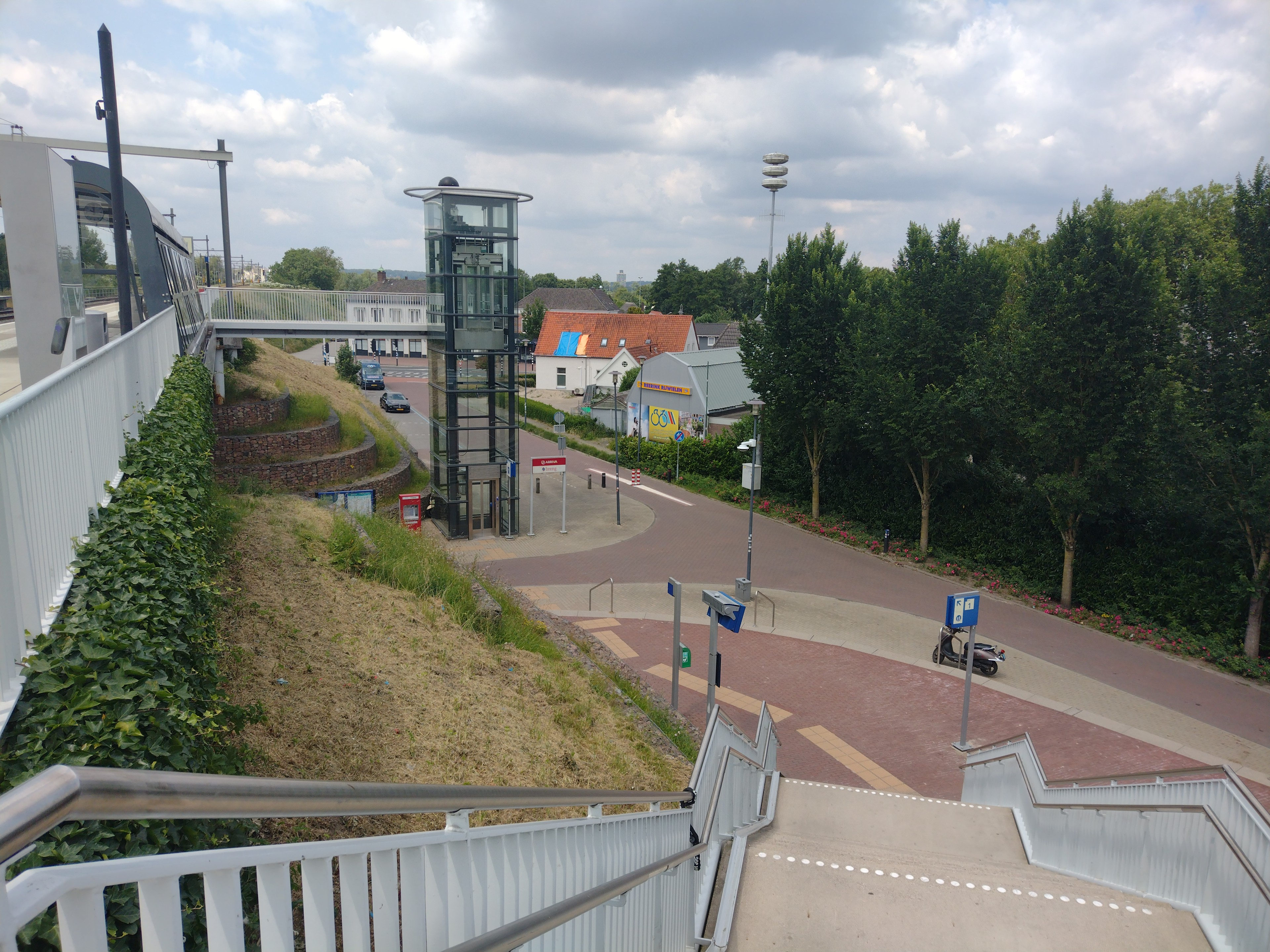
Noordzijde van het station